# Саобраћај у Шпанији
Шпанија је једна од највећих и најзначајнијих земаља у Европи. Она излази на веома важне светске воде и протеже се кроз низ веома важних области (Атлантик, Гибралтар, Средоземље, 
област Пиринеја). Нарочито је развијен поморски саобраћај, будући да Шпанија има једну од најдужих обала у Европи. Са друге стране, Шпанија, иако је високоразвијена земља, она је то одскора, па земља на пољу саобраћаја и саобраћајне мреже (нарочито у унутрашњости) заостаје за развијеним земљама северно од ње, које су већ деценијама у развијене. Међутим, по степену развитак мреже Шпанија је међу првим европским земљама протеклих година.
Шпанија има развијен друмски, железнички, ваздушни и водни саобраћај. Највећи саобраћајни чвор земље и један од највећих у Европи је главни град, Мадрид, повољно смештен у средишту земље. За њим не заостаје много други град по значају у земљи и највећи привредни центар Шпаније, Барселона.

## Железнички саобраћај
По подацима из 2004. године укупна дужина железничке мреже у Шпанији је 14.781 км, од чега је 8.791 км електрификовано. Шпанске пруге имају неколико ширина колосека:
- широки колосек (1668 мм) - 11.829 км (6.950 км електрификовано)
- стандардни колосек (1435 мм) - 998 км (све електрификовано)
- узани колосек (1000 мм) - 1.926 км (815 км електрификовано)
- узани колосек (914 мм) - 28 км (све електрификовано)

Државно предузеће за железницу познато по акрониму - РЕНФЕ. Оно је надлежно за све пруге широког и стандардног колосека, док су за пруге уског колосека надлежни приватна предузећа и месне власти. Главне државне линије су стандардног колосека, што говори о опредељености надлежних државних власти да замене широки колосек стандардним.

Најважније железничко чвориште је престоница Мадрид, од кога иду најважније линије у земљи ка већим обласним средиштима и иностранству:
- ка западу - Авила, Саламанка, Порто (Порт.)
- ка југозападу - Касерес, Бадахоз, Лисабон (Порт.)
- ка југу - Севиља, Кордоба, Малага, Кадиз
- ка југоистоку - Албасете, Мурсија, Картахена
- ка истоку - Валенсија
- ка североистоку - Сарагоса, Барселона, Марсеј (Франц.)
- ка северу - Бургос, Билбао, Сан Себастијан, Бордо (Франц.), Париз (Франц.)
- ка северозападу - Ваљадолид, Хихон, Коруња, Виго

Градска железница је присутна у свим већим градовима Шпаније. Метро систем је присутан у највећим градовима. Мадрид и Барселона имају једне од најгушћих метро система на свету. Метро системи постоје у градовима:
- Мадрид - 13 линија (погледати: Мадридски метро)
- Барселона - 10 линија (погледати: Барселонски метро)
- Билбао - 1 линија
- Валенсија - 5 линија ("лаки метро")
- Малага - 1 линија у изградњи
- Севиља - 1 линија у изградњи
- Палма де Мајорка - 1 линија

Трамвајски превоз поседују велики градови. Шпанија је позната по веома савремним трамвајима, а простор трамвајских пруга често је озелењен и делује као парк.
Железничка веза са суседним земљама:
- Француска - да, уз промену ширине газа
- Андора - не
- Португал - да
- Мароко - не, постоје планови о изградњи подморског тунела испод Гибралтара

## Друмски саобраћај
Укупна дужина путева у Шпанији у 1997. години је 346.658 км, од чега је са тврдом подлогом 343.389 км друмских путева. На савремене ауто-путеве и друге путеве са 4 траке исте године отпадало је 9.063 км. 2005. године мрежа ових путева била је дуга 13.156 км. Пошто је управа над ауто-путевима је рукама приватних предузећа плаћа се путарина, али је све под надгледањем државних органа. Друмска мрежа је високо развијена, али по густини заостаје за многим европским земљама (нпр. Немачка, Француска). Такође, друмска мрежа је развијенија и боља у северној половини земље. Путна мрежа нижег ранга такође је високог квалитета.
Државни ауто-путеви се називају „Аутовијама“ (шпан. Autovía), а магисзтрални путеви „Аутопистама“ (шпан. Autopista). Сви главни путеви се углавном поклапају са Европским саобраћајним коридорима и носе двозначну ознаку „А+број“, док се њихови наставци означају са „АР+број“. Бројеви иду од 1 до 100, при чему нема великих правила у редоследу (мада већина значајнихијих друмова је са нижим бројевима). Најважнији ауто-путеви имају често и описне називе.
Најважнији државни путеви у Шпанији су (ознака * - у изградњи или плановима):
- Ауто-пут А1 или Северни ауто-пут, Мадрид - Бургос - Виторија - Сан Себастијан - граница са Француском (ка Бордоу), укупна дужина пута је 480 км.
- Ауто-пут А2 или Североисточни ауто-пут, Мадрид - Гвадалахара - Сарагоса - Љеида - Барселона - Ђирона - граница са Француском (ка Марсељу), укупна дужина пута је 780 км.
- Ауто-пут А3 или Источни ауто-пут, Мадрид - Валенсија, укупна дужина пута је 355 км.
- Ауто-пут А4 или Јужни ауто-пут, Мадрид - Кордоба - Севиља - Херез де ла Фронтера - Кадиз, укупна дужина пута је 660 км.
- Ауто-пут А5 или Југозападни ауто-пут, Мадрид - Бадахоз - граница са Португалији (ка Лисабону), укупна дужина пута је 408 км.
- Ауто-пут А6 или Северозападни ауто-пут, Мадрид - Ваљадолид - Леон - Ла Коруња, укупна дужина пута је 590 км.
- Ауто-пут А7 или Средоземни ауто-пут, Барселона - Тарагона - Кастељон де ла Плана - Валенсија - Аликанте - Мурсија - Алмерија - * - Малага - Алхесијас, укупна дужина пута је 1173 км.
- Ауто-пут А8 или Кантабријски ауто-пут, Билбао - Сантандер - Хихон - Овиједо - Луго, укупна дужина пута је 486 км.
- Ауто-пут А9 или Атлантски ауто-пут, Ла Коруња - Сантијаго де Компостела - Понтеведра - Виго - граница са Португалом (ка Портоу), укупна дужина пута је 220 км.
- Ауто-пут А11 или Дуеро ауто-пут, Сорија - * - Ваљадолид - Замора - * - граница са Португалом (ка Портоу), укупна дужина пута је ? км.
- Ауто-пут А12 или Ауто-пут ка Сантјагу, Памплона - Логроњо - * - Бургос - Леон, укупна дужина пута је 190 км.

Поред класичних ауто-путева постоје и аутопуни „прстени“ око великих градова или обилазнице (Шпан. Radial). Најпознатије обилазнице су око Мадрида и Барселоне.

## Водени саобраћај
Шпанија је приморска земља са дугим излазом на Атлантски океан и Средоземно море, две најважније и најпрометније водене површине не свету. Шпанија делом контролише и мореуз Гибралтар, један од најважнијих мореуза на свету. Значај поморског саобраћаја у Шпанији најбоље се види из напомене, па је захваљујући њему шпанска средњовековна држава освојила много колонија и захваљујући томе постала светска сила. Због тога је природно да Шпанија има више великих лука, од којих су неке на острвима. Од њих је највећа Барселона, која је и светског значаја.
Значајне луке на Средоземном мору су:
- Барселона
- Валенсија
- Аликанте
- Картахена
- Малага
- Палма де Мајорка

Значајне луке на Атлантику су:
- Кадиз
- Виго
- Ла Коруња
- Хихон
- Сантандер
- Билбао
- Лас Палмас
- Санта Круз де Тенерифе

Унутрашњи водни саобраћај Шпаније постоји (дужина 1.045 км), али је он веома малог значаја. Разлог томе су реке Шпаније кратке, са великим падом, а лети су због суше јако плитке. Такође, сви речни токови су изловани међу планинама, па је пробијање канала нецелисходно. И малобројни канали су више намењени наводњавању и допремању воде до насељених места, него саобраћају.

## Гасоводи и нафтоводи
Гасовод: 7.962 км (2006. г.)
Нафтовод: 622 км (2006. г.)

## Ваздушни транспорт
Будући да је Шпанија велика и туристички најпосећенија земља на свету, ваздушни саобраћај има велики значај него у другим земљама. Највећи аеродроми су они везани за велике градове и туристичке области (Коста дел Сол, Балеари, Канарска острва).
У Шпанији постоји велики број авио-предузећа, од којих је најпознатије и највеће државно предузеће "Иберија ерлајнс“, једно од најважнијих на целом свету.
У земљи постоји 96 званично уписаних аеродрома 2006. године, од чега 61 са чврстом подлогом (погледати: Аеродроми у Шпанији). 46 аеродрома је уврштено на листу међународних аеродрома са IATA кодом (IATA Airport Code). Најпознатији од њих су:
- Међународни аеродром „Барахас“ у Мадриду - MAD
- Међународни аеродром „Ел Прат“ у Барселони - BCN
- Аеродром „Манисес“ у Валенсији - VLC
- Аеродром „Сан Пабло“ у Севиљи - SVQ
- Аеродром „Сон Сант Жоан“ у Палма де Мајорци - PMI
- Међународни аеродром „Гранд Канарија“ у Лас Палмасу - LPA
- Аеродром „Малага“ у Малаги - AGP
- Аеродром „Лоју“ у Билбау - BIO
- Аеродром „Алведро“ у Ла Коруњи - LCG

Најважније ваздухопловно чвориште у Шпанији је мадридски аеродром „Барахас“, који се налази на свега 12 км североисточно од средишта Мадрида. То је један од највећих светских аеродрома (10. на листи најупосленијих аеродома на свету, тзв. "хабова"). Овај аеродром је главна веза између Европе и Латинске Америке. Аеродром има 4 огромна терминала.
Други по значају аеродром је аеродром „Ел Прат“ у Барселони. Већина других значајних аеродрома су аеродроми везани за туризам и налазе се у оквиру шпанских ривијера. Они су оптерећени највише лети и током празника.
Шпанија поседује и 8 званично уписаних хелиодрома (2006. г.).